# Cofana sotoi
Cofana sotoi är en insektsart som beskrevs av Young 1979. Cofana sotoi ingår i släktet Cofana och familjen dvärgstritar. Inga underarter finns listade i Catalogue of Life.